# Bilețke, Letîciv
Bilețke (în ucraineană Білецьке) este un sat în comuna Maidan-Verbețkîi din raionul Letîciv, regiunea Hmelnîțkîi, Ucraina.

## Demografie
Componența lingvistică a localității Bilețke
     Ucraineană (98,82%)
     Rusă (1,18%)
Conform recensământului din 2001, majoritatea populației localității Bilețke era vorbitoare de ucraineană (98,82%), existând în minoritate și vorbitori de rusă (1,18%).